# Te Deum
Te Deum (на латински: Te Deum laudamus – „В името на Бог – хвала!“) е известен християнски химн; предполага се, че е създаден от Амброзий Медиолански в края на 4 век.

## Църковнославянски руски превод
| „ | Тебе Бога хвалим,/ Тебе Господа исповедуем./ Тебе Превечнаго Отца вся земля величает;/ Тебе вси Ангели,/ Тебе небеса и вся Силы./ Тебе Херувими и Серафими непрестанными гла́сы взывают:/ Свят, Свят, Свят, Господь Бог Саваоф,/ по́лны суть небеса и земля величества славы Твоея./ Тебе преславный Апостольский лик,/ Тебе пророческое хвалебное число,/ Тебе хвалит пресветлое мученическое воинство,/ Тебе по всей вселенней исповедует Святая Церковь,/ Отца непостижимаго величества,/ покланяемаго Твоего истиннаго и Единороднаго Сына/ и Святаго Утешителя Духа./ Ты, Царю славы, Христе,/ Ты Отца Присносущный Сын еси./ Ты, ко избавлению приемля человека,/ не возгнушался еси Девическаго чрева./ Ты, одолев смерти жало,/ отверзл еси верующим Царство Небесное./ Ты одесную Бога седи́ши во славе Отчей,/ Судия́ приити́ ве́ришися./ Тебе убо просим:/ помози рабом Твоим,/ ихже Честною Кровию искупил еси./ Сподоби со святыми Твоими в вечней славе Твоей царствовати./ Спаси люди Твоя, Господи,/ и благослови достояние Твое,/ исправи я и вознеси их во веки;/ во вся дни благословим Тебе/ и восхвалим имя Твое во веки и в век века./ Сподоби, Господи, в день сей без греха сохранитися нам./ Помилуй нас, Господи, помилуй нас;/ буди милость Твоя, Господи, на нас,/ я́коже упова́хом на Тя./ На Тя, Господи, уповахом,// да не постыдимся во веки. Аминь. | “ |